# نستور آلمندروس
نستور آلمندروس (انگلیسی: Néstor Almendros Cuyás؛ ۳۰ اکتبر ۱۹۳۰ – ۴ مارس ۱۹۹۲) یک مدیر فیلم‌برداری، و کارگردان اهل اسپانیا بود.

## جوایز
وی برنده جوایزی همچون جایزه اسکار بهترین فیلمبرداری شده است.

## فیلم‌شناسی
- دو دختر انگلیسی و مرد اروپایی (۱۹۷۱)
- داستان ادل اچ. (۱۹۷۵)
- مرداب آبی (فیلم ۱۹۸۰) (۱۹۸۰)
- انتخاب سوفی (۱۹۸۲)
- مکان‌هایی در قلب (۱۹۸۴)